# Waterlow and Sons

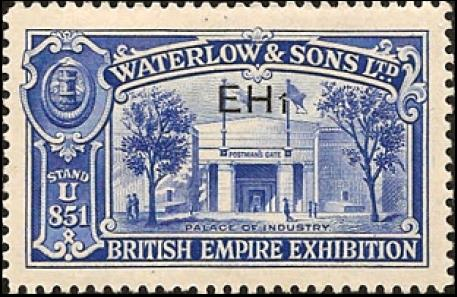
Eine 1925 von Waterlow für die British Empire Exhibition produzierte Werbemarke

Waterlow and Sons Limited war ein weltweit führender Hersteller von Banknoten, Briefmarken, Aktien- und Anleihezertifikaten mit Sitz in London, Watford und Dunstable in England. Das Unternehmen wurde 1810 als Familienunternehmen gegründet und wurde 1961 von De La Rue übernommen.
Waterlow and Sons wurde von James Waterlow gegründet, der mit der Herstellung von lithografischen Kopien von Rechtsdokumenten begann. 1852 wurde mit dem Druck von Briefmarken begonnen und die Söhne Alfred, Walter, Sydney and Albert traten in das Unternehmen ein. James Waterlow starb 1876 und das Unternehmen wurde in eine limited-liability company umgewandelt. 1877 trennte sich das Unternehmen und Alfred gründete mit seinen Söhnen Waterlow Bros. & Layton. 1920 fusionierten beide Unternehmen wieder.
1924 druckte das Unternehmen für Persien 1-, 5- und 10-Toman-Banknoten mit dem Wasserzeichen des Löwen mit der Sonne.

## Portugiesische Banknotenkrise

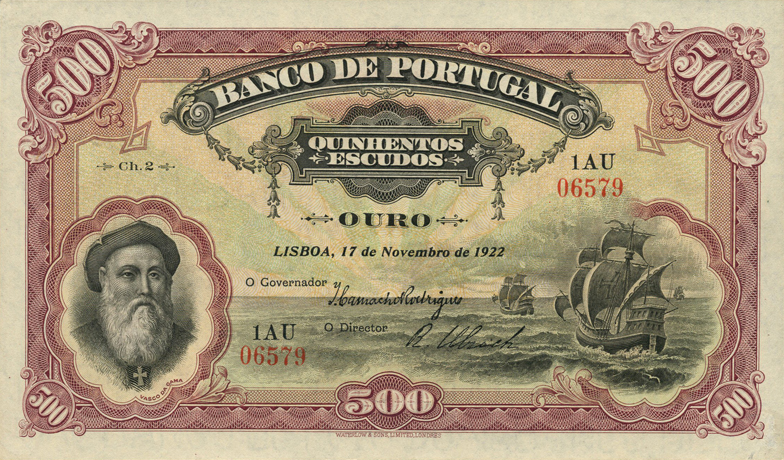
Eine betrügerische 500 Portugiesische Escudos Banknoten, die Ursache für eine Währungskrise

Waterlow war in die portugiesische Banknotenkrise 1925 verwickelt. Waterlow druckte die Banknoten für die Banco de Portugal. Durch gefälschte Dokumente ließ sich Waterlow davon überzeugen, auch Banknoten für Alves dos Reis zu drucken. Durch die erhöhte Geldmenge kam die portugiesische Wirtschaft ins Wanken und das Vertrauen in die Währung wurde erschüttert. Die Banco de Portugal verklagte Waterlow & Sons vor dem High Court in London wegen der Fälschung von Banknoten. Im Urteil 1932 wurde zugunsten der Bank entschieden.

## Banknoten für die Bank of England
1921 erhielt Bank of England ein Monopol für die Ausgabe von Banknoten in England. Dieser Prozess begann mit dem Bank Charter Act von 1844, als andere Banken die Ausgabe von Banknoten einschränken mussten.
Am 22. November 1928 gab die Bank erstmals Banknoten mit den Werten 10 Schilling und 1 Pound. Zuvor wurde ihr die Verantwortung vom britischen Finanzministerium übertragen. Den Druck der Banknoten übernahm Waterlows. Der Verlust des Vertrages führte zur Schließung des Waterlowbetriebs in der Milton Street in Watford.

## Als De-La-Rue-Tochter
Waterlows wurde 1961 von Purnell and Sons übernommen. Allerdings verkaufte Purnell das Segment, welche Banknoten, Briefmarken, Reiseschecks und Anleihen druckte, an De La Rue.
Im Dezember 2002 gab die Bank bekannt, dass sie beschlossen hatte, ihr Banknotendruckgeschäft zu verkaufen und mit De La Rue als bevorzugtem Käufer zu verhandeln. Die Bank hat im März 2003 den Verkauf dieser Geschäftsbereiche an De La Rue abgeschlossen.
Im Januar 2009 fand die Auflösung der Waterlow and Sons Ltd statt.

## Galerie

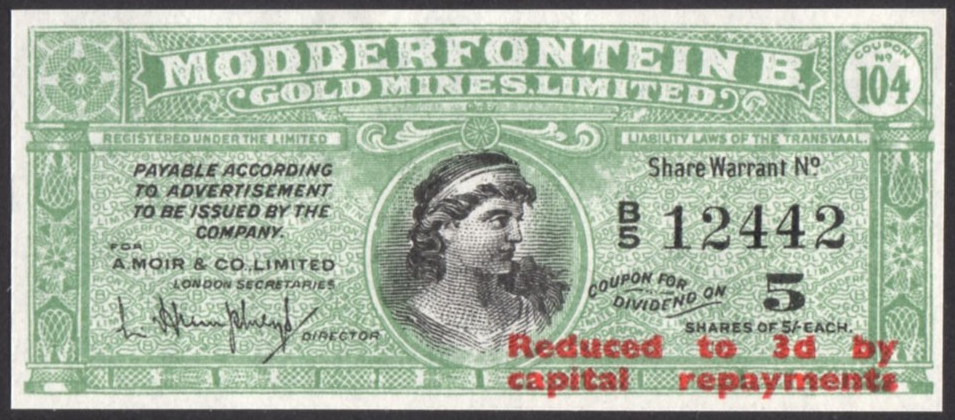
Dividendencoupon der Modderfontein B. Gold Mines Limited, etwa 1900
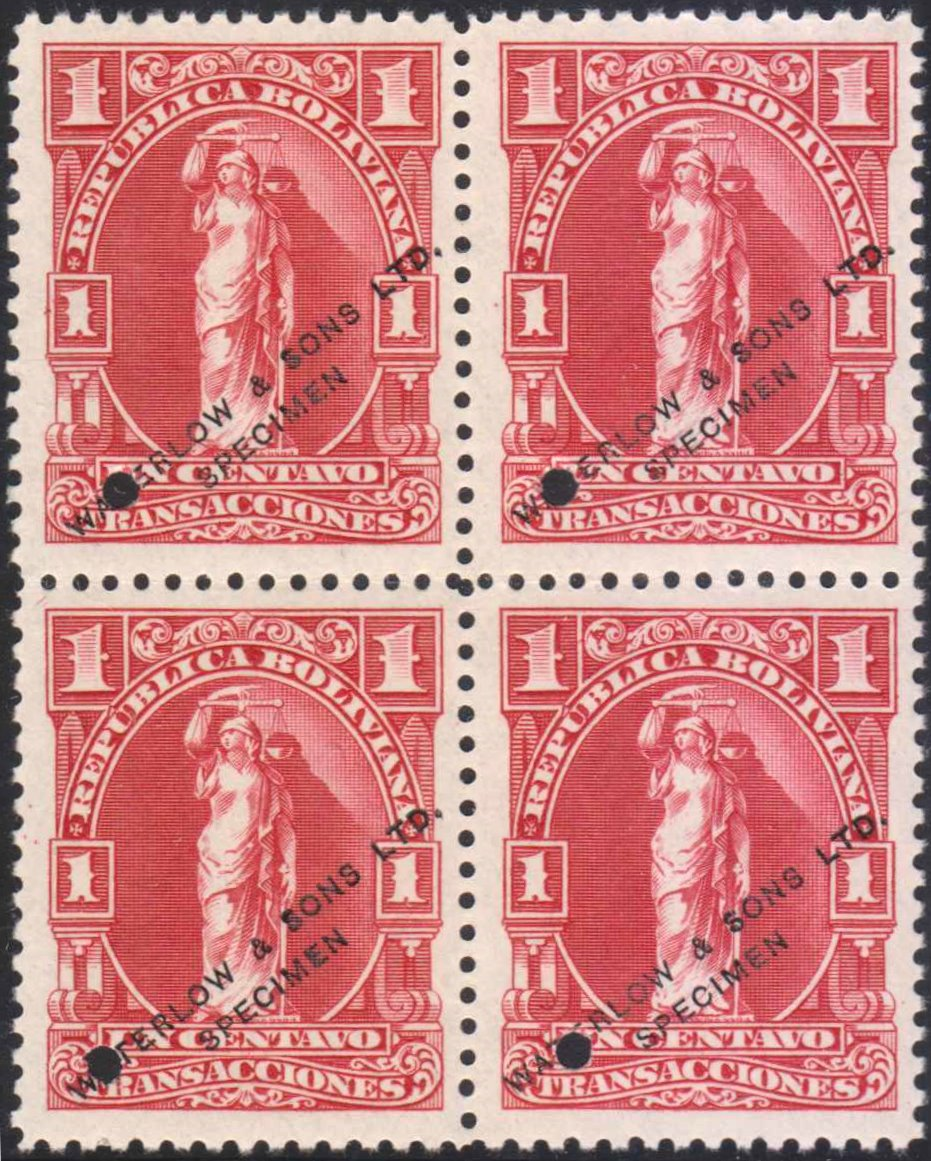
Bolivianische Steuermarke
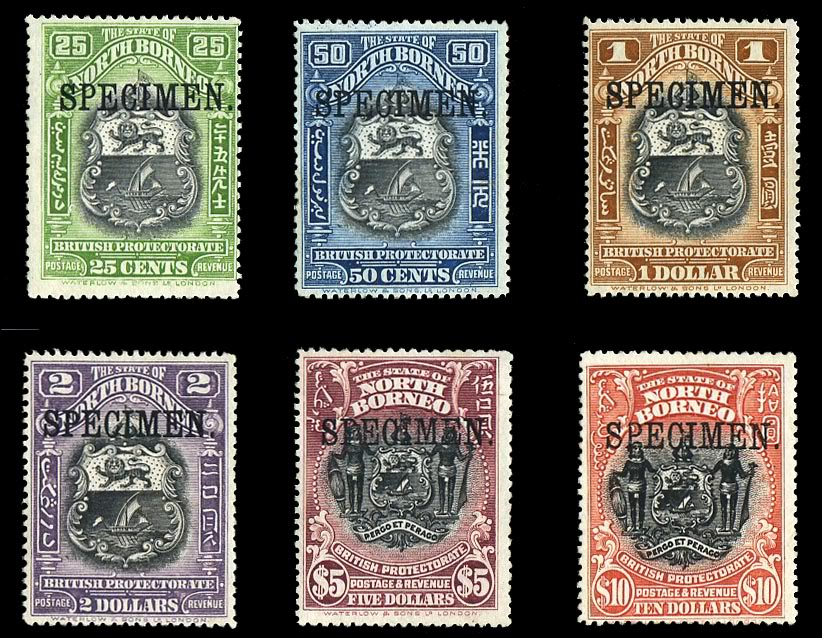
Briefmarken Nordbormeo, 1911
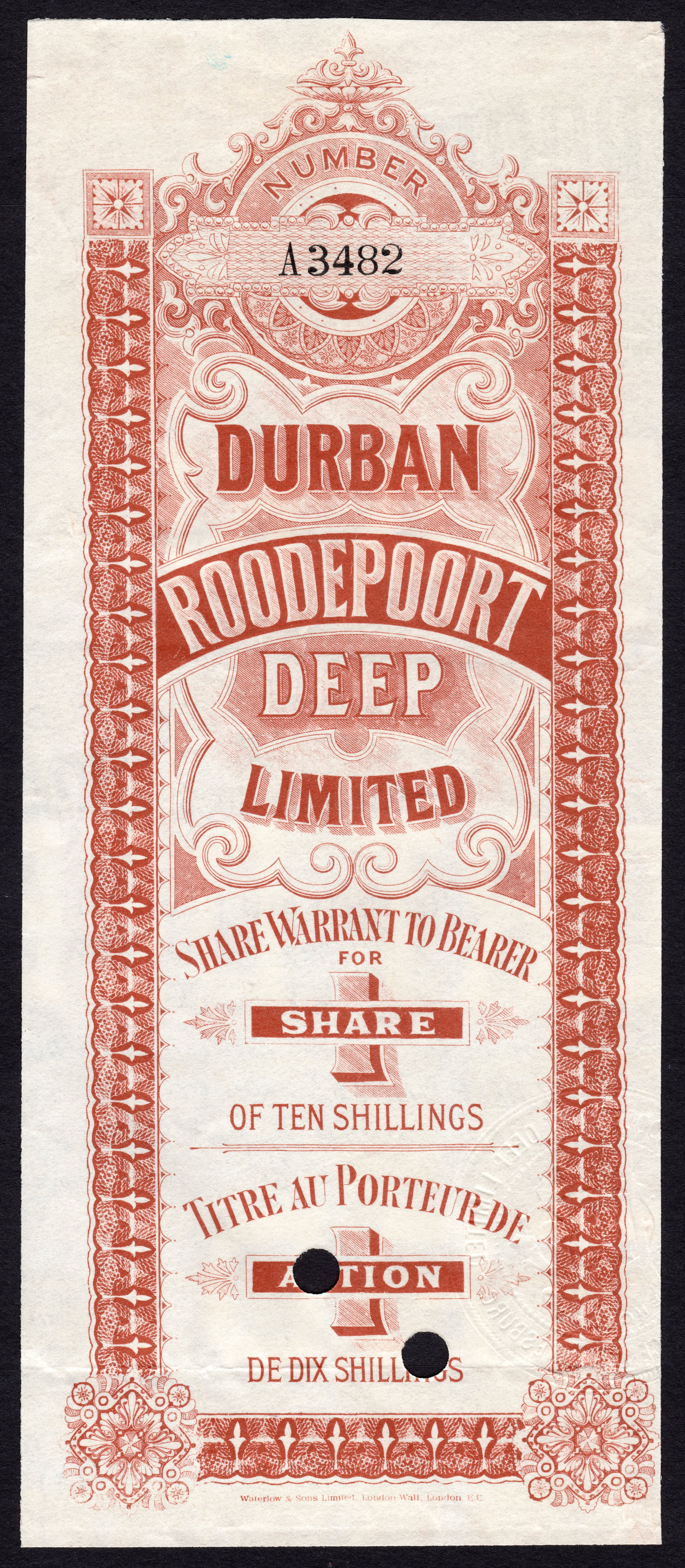
Garantie für Goldminenaktien von Durban Roodeport Deep Limited, etwas 1890er